# Суатколь (Северо-Казахстанская область)
Суатколь (каз. Суаткөл) — упразднённое село в Жамбылском районе Северо-Казахстанской области Казахстана. Входило в состав Жамбылского сельского округа. Исключено из учётных данных в 2024 году.
Код КАТО — 594639500.
В 2,7 км к востоку от села находится озеро Копа.

## Население
В 1999 году население села составляло 568 человек (305 мужчин и 263 женщины). По данным переписи 2009 года, в селе проживало 246 человек (131 мужчина и 115 женщин).